# Jesus Jones
Jesus Jones je britská hudební skupina hrající alternative dance a alternativní rock. Byla založena v roce 1988 v hrabství Wiltshire. Jsou známí především svou písní „Right Here, Right Now“. Mezi jejich další hity patří například skladby „Real Real Real“, „International Bright Young Thing“ nebo „Info Freako“.

## Členové
- Mike Edwards – zpěv, kytara, klávesy (1988–současnost)
- Jerry De Borg – kytara (1988–současnost)
- Al Doughty – baskytara (1988–současnost)
- Iain Baker – klávesy, programování (1988–současnost)
- Gen – bicí, další perkuse (1988–1997; 2014–současnost)

Dřívější členové
- Tony Arthy – bicí (1999–2013)

## Diskografie

### Studiová alba
| Rok  | Album           | UK Albums Chart | US Top 200 |
| ---- | --------------- | --------------- | ---------- |
| 1989 | Liquidizer      | 31              | -          |
| 1991 | Doubt           | 1               | 25         |
| 1993 | Perverse        | 6               | 59         |
| 1997 | Already         | 161             | -          |
| 2001 | London          | -               | -          |
| 2004 | Culture Vulture | -               | -          |

### Kompilační alba
- Scratched (1993) (pouze v Japonsku)
- Greatest Hits (1999)
- Never Enough: The Best of Jesus Jones (2002)
- The Collection & Other Rarities (2011)

### Singly
| Rok  | Singl                                                        | Umístění v hitparádách | Umístění v hitparádách | Umístění v hitparádách | Umístění v hitparádách | Album            |
| Rok  | Singl                                                        | UK                     | US                     | US Main.               | US Alt.                | Album            |
| ---- | ------------------------------------------------------------ | ---------------------- | ---------------------- | ---------------------- | ---------------------- | ---------------- |
| 1989 | „Info Freako“                                                | 42                     | —                      | —                      | —                      | Liquidizer       |
| 1989 | „Never Enough“                                               | 42                     | —                      | —                      | —                      | Liquidizer       |
| 1989 | „Bring It On Down“                                           | 46                     | —                      | —                      | —                      | Liquidizer       |
| 1990 | „Real Real Real“                                             | 19                     | 4                      | —                      | 26                     | Doubt            |
| 1990 | „Right Here, Right Now“                                      | 31                     | 2                      | 7                      | 1                      | Doubt            |
| 1990 | „International Bright Young Thing“                           | 7                      | —                      | —                      | 6                      | Doubt            |
| 1991 | „Who? Where? Why?“                                           | 21                     | —                      | —                      | —                      | Doubt            |
| 1991 | „Right Here, Right Now“ (re-release)                         | 31                     | —                      | —                      | —                      | Doubt            |
| 1992 | „The Devil You Know“                                         | 10                     | —                      | —                      | 1                      | Perverse         |
| 1993 | „The Right Decision“                                         | 36                     | —                      | —                      | 12                     | Perverse         |
| 1993 | „Zeroes And Ones“                                            | 30                     | —                      | —                      | —                      | Perverse         |
| 1997 | „The Next Big Thing“                                         | 49                     | —                      | —                      | —                      | Already          |
| 1997 | „Chemical No.1“                                              | 71                     | —                      | —                      | —                      | Already          |
| 2002 | „Nowhere Slow“                                               | —                      | —                      | —                      | —                      | London           |
| 2002 | „Come On Home“                                               | —                      | —                      | —                      | —                      | London           |
| 2002 | „In The Face Of All Of This“                                 | —                      | —                      | —                      | —                      | London           |
| 2005 | „Right Here Right Now“ (Robbie Rivera featuring Jesus Jones) | —                      | —                      | —                      | —                      | Non-album single |

### Další
- 1989, The Food Christmas EP 1989 (EP s Crazy Head and Diesel Park West)
- 1990, Live (a.k.a. Move Mountains & 4 More) (US-only live EP)
- 1991, Who? Where Why? (Crisis Mix) (Remix EP)
- 1991, Live in Alaska (pouze v Německu; live VHS)
- 1993, A Perverse Conversation with Jesus Jones (pouze v USA; interview promo)
- 1993, Zeroes & Heroes (Double EP)
- 1997, 4 Track Sampler for Promo Only (Promo EP)
- 1998, Back 2 Back Hits (pouze v USA; 'Best of' s EMF)
- 2002, Never Enough The Best of Jesus Jones (Videos DVD)
- 2003, Live at the Marquee (Live DVD)
- 2005, Live at the Marquee (Live download album)
- 2008, The Remixes (Remix download album)
- 2010, BBC in Concert 26th February 1991 (Live download album)